# Luhov (Toužim)
Luhov (německy Lohof) je malá vesnice, část města Toužim v okrese Karlovy Vary v Karlovarském kraji. Nachází se asi pět kilometrů jihovýchodně od Toužimi. Prochází tudy železniční trať Rakovník – Bečov nad Teplou. Luhov leží v katastrálním území Luhov u Toužimi o rozloze 2,44 km².

## Historie
První písemná zmínka o vesnici pochází z roku 1379.

## Obyvatelstvo
Při sčítání lidu v roce 1921 zde žilo 147 obyvatel (z toho 72 mužů) německé národnosti a římskokatolického vyznání. Podle sčítání lidu z roku 1930 měla vesnice 144 obyvatel se stejnou národnostní a náboženskou strukturou.
| Rok            | 1869 | 1880 | 1890 | 1900 | 1910 | 1921 | 1930 | 1950 | 1961 | 1970 | 1980 | 1991 | 2001 | 2011 | 2021 |
| -------------- | ---- | ---- | ---- | ---- | ---- | ---- | ---- | ---- | ---- | ---- | ---- | ---- | ---- | ---- | ---- |
| Počet obyvatel | 199  | 162  | 158  | 150  | 136  | 147  | 144  | 58   | 42   | 21   | 11   | 10   | 8    | 29   | 8    |
| Počet domů     | 32   | 32   | 32   | 32   | 30   | 31   | 31   | 13   | 13   | 7    | 6    | 4    | 4    | 12   | 6    |

## Obecní správa
Při sčítání lidu v letech 1869–1930 Luhov byl samostatnou obcí v okrese Žlutice. V roce 1950 byl osadou obce Políkno v okrese Toužim. V letech 1961–1975 byl částí obce Třebouň v okrese Karlovy Vary. Od 1. ledna 1976 je částí města Toužim v okrese Karlovy Vary.